# 104-та окрема бригада територіальної оборони (Україна)
104-та окрема бригада територіальної оборони (104 ОБрТрО, в/ч А7032) — військове з'єднання Сил територіальної оборони України. Дислокується в Рівненській області. Бригада перебуває у складі Регіонального управління Сил ТрО «Захід».
Була створена у 2018 році як кадроване з'єднання. Після російського повномасштабного вторгнення 2022 року відмобілізована, брала участь у боях.

## Історія
Формування бригади розпочалося в травні 2018 року.
На початоку листопада 2018 року при Рівненському обласному військкоматі завершили формування 104-ї бригади територіальної оборони.
24 листопада 2018 року майже 300 військовозобов'язаних територіальної оборони з 9 районів області та міста Вараш зібралися на Рівненському полігоні. Вони виконали вправи стрільб зі штатної зброї: автоматів Калашникова та пістолетів Макарова. Були проведені практичні заняття з тактичної, інженерної та медичної підготовки.
17—23 травня 2019 року на Рівненському полігоні відбулися збори офіцерів управління бригади територіальної оборони та її підрозділів. Відпрацьовувалая штабна підготовка, планування застосування бойових, спеціальних дій, здійснення маршів та забезпечення.

### Російське вторгнення 2022 року
Хоча сили тероборони створювалися в Україні як кадровані формування у мирний час, бійці яких мали діяти неподалік свого місця проживання, але з початком повномасштабного вторгнення Сили ТрО прирівняли до інших родів військ Збройних сил України та дозволили бригадам брати участь у районах бойових дій.
У липні 2022 року бригада проводила навчання як відповідь на можливе вторгнення білоруських військ на територію України. Відпрацьовувалася проведення засідок, метання гранат, стрільба з стрілецької зброї та гранатометів.
У грудні 2022 року бригада отримала свій бойовий прапор.
В 2023 році підрозділи бригади, які раніше стерегли кордон із Білоруссю, відбули на нові позиції до лінії фронту. Зокрема, військові з 60-го батальйону пройшли бойове хрещення під Бахмутом де з початку квітня до серпня тримали оборону. За цей час загинуло 18 військовослужбовців батальйону.
Восени 2023 року розпочалося формування роту ударних безпілотних авіаційних комплексів (РуБАК) «Серафими». Її формуванням займалися двоє військових з Криму, Віктор Жуков та Сергій Костинський.
На лютий 2024 року 56-й окремий батальйон територіальної оборони тримав оборону на Бахмутському напрямку.
В лютому 2024 року бійці 60-го батальйону прибули до Харківської області та воювали на Куп'янському напрямку. На березень 2024 року вони мали 10 осіб загиблими та 142 пораненими.

## Структура
- управління (штаб)
- 56-й окремий батальйон територіальної оборони (Рівне)[13][14]
- 57-й окремий батальйон територіальної оборони (Дубно)[13][15]
- 58-й окремий батальйон територіальної оборони (Здолбунів)[13]
- 59-й окремий батальйон територіальної оборони (Костопіль)[13][16][17][18]
- 60-й окремий батальйон територіальної оборони (Сарни)[6]
- 61-й окремий батальйон територіальної оборони (Володимирець)[19][20]
- рота ударних безпілотних авіаційних комплексів «Серафими»[21]
- медична рота
- рота розвідки
- інженерна рота
- рота зв'язку
- рота логістики
- мінометна батарея

## Командування
- 2018—2023: полковник Цись Олександр Сергійович [22][23][24]
- з 2023: полковник Каспров Сергій Васильович [25][26][24][27]

## Втрати

### 2023
- 27 квітня 2023 — Цюх Олександр, сержант. Помер в Дубровицькій лікарні від ішемічного інсульту.[28]
- 2 червня 2023 — Крисюк Михайло Васильович. Загинув поблизу селища Дружба на Донеччині внаслідок мінометного обстрілу.[29]
- 3 червня 2023 — Войтюк Дмитро Вікторович («Чечен»), молодший лейтенант, 60 окремий батальйон. Загинув поблизу н.п. Дачне Донецької області.[30]
- 3 червня 2023 — Полін Олексій Валерійович («KASPER»). Загинув поблизу н.п. Дачне Донецької області, разом зі своїм земляком Дмитром Войтюком.[31]
- 21 червня 2023 — Мельников Євген Олегович, кулеметник, 60 окремий батальйон. Загинув поблизу н.п. Дружба Донецької області.[32]
- 21 червня 2023 — Пінчук Анатолій Васильович, водій стрілецького відділення, 60 окремий батальйон. Загинув поблизу н.п. Дружба Донецької області.[33]
- 13 липня 2024 - Конопацький Василь Євгенович, 33 роки. Солдат, старший сапер 3-го інженерно-саперного відділення інженерно-саперного взводу інженерної роти. Помер внаслідок важкого поранення у лікарні в місті Дніпро[34].
- 12 листопада 2023 — Банацький Сергій Павлович, молодший сержант. Помер поблизу н.п. Дачне на Донеччині від набряку головного мозку.[35]
- 29 грудня 2023 — Кирильчук Володимир Вячеславович, старший механік-водій, 57 окремий батальйон. Загинув в районі н.п. Курдюмівка Бахмутського району Донецької області.[36]

### 2024
- 30 травня 2024 — Подвишенний Олександр, командир стрілецької роти 56 ОСБ. Журналіст, поет. Загинув в Кринках.[37][38]
- 18 липня 2024 — Якимович Павло. 39 років, с. Колки. Загинув під час мінометного обстрілу на Запорізькому напрямку.[39]
- 6 жовтня 2024 - Васильєв Тарас Петрович, 44 роки. Солдат. Загинув в районі н.п. Піщане Куп’янського району Харківської області[40].